# The Bolshoi
The Bolshoi – angielska grupa rockowa, działająca w II połowie lat 80.
Grupa powstała w roku 1984 w Woolwich. Założyli ją wokalista i gitarzysta Trevor Tanner, perkusista Jan Kalicki i basista Nick Chown. Początkowo grali jako support dla The Cult, Wall of Voodoo i podobnych grup. Pierwszy album nagrali w roku 1986. Grupa rozpadła się w roku 1988. 12 maja 1989 roku wystąpili na koncercie w Polsce w katowickim Spodku.

## Dyskografia

### Albumy studyjne
- Giants (1985)
- Friends (1986)
- Lindy's Party (1987)
- Country Life (nagrany w 1988 r., wydany w 2015 r.)

### Albumy kompilacyjne
- Bigger Giants (1990)
- A Way - Best of The Bolshoi (1999)

## Listy przebojów
Na Liście Przebojów Trójki pojawiły się piosenki: „Happy Boy”, „Sunday Morning”, „Looking for a Life to Lose”, „Please”, „T.V. Man” i „West of London Town”. Piosenka „Sunday Morning” była notowana dwukrotnie na miejscu pierwszym (wyd. 263 i 264).